# Bohdan Perepeczaj
Bohdan Perepeczaj (ukr. Богдан Перепечай; ur. 30 marca 1979 w Kijowie) – ukraiński wioślarz.

## Osiągnięcia
- Mistrzostwa Świata – Sewilla 2002 – ósemka – 12. miejsce[1].
- Mistrzostwa Świata – Mediolan 2003 – ósemka – 14. miejsce[1].
- Mistrzostwa Europy – Poznań 2007 – czwórka bez sternika – 8. miejsce[1].